# Gobernación de Deir al-Balah
La gobernación de Deir el-Balah (en árabe: محافظة دير البلح‎) es una de las dieciséis gobernaciones del Estado de Palestina. Ubicada en el centro de la Franja de Gaza, es administrada por la Autoridad Nacional Palestina. Su límite este hace de frontera con Israel, y no dispone de espacio aéreo ni de territorio marítimo a pesar de lindar con el mar Mediterráneo al oeste. Su superficie total se compone de 56 kilómetros cuadrados. Según la Oficina Central Palestina de Estadísticas, a mediados de año 2006 tenía una población de 208 716 habitantes, distribuidos entre al menos ocho localidades.

## Localidades
| - Deir al-Balah - az-Zawayda | - al-Musaddar - Wadi as-Salqa | - Campamento de Bureij - Campamento Deir al-Balah - Campamento de Maghazi - Campamento de Nuseirat |